# 武陽佃嶌
「武陽佃嶌」（ぶようつくだじま）は、葛飾北斎の名所浮世絵揃物『冨嶽三十六景』全46図中の1図。落款は「前北斎為一笔」とある。

## 概要
武陽とは江戸の異称であり、本図は隅田川河口付近の東京都中央区に位置する佃島および石川島の風景と、そこから見える富士山を描いた作品である。埋め立てが進められるまではその名の通り江戸湾に浮かぶ小島であり、冬から秋にかけてのシラウオ漁が盛んな漁村で、佃煮の産地として知られていた。樹木が茂る人足寄場が設けられた石川島（左側）と漁師の住居が密集している佃島の周囲を積荷を運ぶ船や釣り船などが多数往来している様子が見て取れる。もともとは藍一色で摺られていたが、後摺では夕日が沈む風景へとアレンジが加えられている。中央の船に描かれた山積みの荷は、富士の形と相似させている他、島と船の大きさをアンバランスに描くことで、船の細部へと着目できるような構成となっている。こうした船の類型は既刊の『北斎漫画』初編や四編で見ることができる。鏡面のように凪いだ海が、藍の色合いと相まって静謐な印象を与える作品となっている。